# مایکل کوئستا
مایکل کوئستا (انگلیسی: Michael Cuesta؛ زادهٔ ۸ ژوئیهٔ ۱۹۶۳) یک کارگردان، فیلم‌نامه‌نویس، و تهیه‌کننده اهل ایالات متحده آمریکا است.